# アントン・ポルスター
アントン・ポルスター（Anton Polster、1964年3月10日-）は、オーストリア・ウィーン出身の元サッカー選手。ポジションはフォワード。現役時代に挙げた総得点は437得点。

## クラブ経歴
9歳でFKアウストリア・ウィーンの下部組織に加入。1982年にジンメリンガーへ貸し出された。プロ1年目には13試合で8ゴールを挙げた。1982-83シーズンにアウストリア・ウィーンに複帰、すぐに活躍を見せ、26試合で11得点を決めた。1986-87年シーズンには39得点を挙げ、ヨーロッパ・ゴールデンシューを獲得。
1987-88シーズン、トリノ・カルチョは当初、マーク・ヒューズの獲得を目指していたが、あまりにも高額なことから、ポルスターを獲得した。公式戦2試合目のコッパ・イタリアで対戦した、アタランタ戦で移籍後初得点を決めた。リーグデビュー戦となったアヴェッリーノ戦でセリエA初ゴールを奪い、2節のサンプドリア戦ではハットトリックを決めた。コッパ・イタリアで決勝に進出したが、サンプドリアに敗れた。このシーズンの公式戦40試合で14得点を記録した。
1988-89シーズン、トリノが獲得に費やした金額と同額でセビージャFCに売却された。初年度は32試合で9得点に終わるが、翌1989-90シーズンには33得点。ウーゴ・サンチェスがリーガ過去最多タイの38得点を記録したため、得点王にはなれなかったが、セビージャの選手としてはシーズン歴代最多得点となった。セビージャでは102試合で55得点を挙げた。しかし、リーグ戦の試合で途中交代を命じられた際、ユニフォームをベンチに投げつけたことが引き金となり、199-92シーズン、CDログロニェスへと放出された。1992-93シーズンはラーヨ・バジェカーノでプレー、スペインでの5シーズンで4度の2桁得点を挙げた。
1993-94年シーズンから5シーズンを1.FCケルンでプレー、この5シーズンのリーグ戦でいずれも2桁得点を挙げている。この間の1996-97年シーズン、ウルフ・キルステンに1得点差で得点王を逃したが、21得点を挙げた。ケルンでの5シーズンで168試合に出場し、88得点を挙げるなど、ケルンファンのアイドル的な存在であった。
その後の2シーズンはボルシア・メンヒェングラットバッハでプレーした。ブンデスリーガでは通算181試合90得点。
1999-00シーズンにアウストリア・ザルツブルクでのプレーを最後に35歳で引退した。

## 代表経歴
1980年代から1990年代のオーストリアを代表する選手である。オーストリア代表では、1982年、17歳でデビュー、95試合で44得点をマークしている。ワールドカップには1990年、ワールドカップ・イタリア大会と1998年、ワールドカップ・フランス大会に出場、フランス大会では、怪我を抱えコンディションが悪いながらも、カメルーン戦で1得点を挙げた。

## 引退後
引退後は、FCアドミラ・ヴァッカー・メードリングなどで監督を務めた他、歌手デビューも果たした。

## 所属クラブ
- 1.ジンメリンガーSC 1982
- FKアウストリア・ウィーン 1982-1987
- トリノ・カルチョ 1987-1988
- セビージャFC 1988-1991
- CDログロニェス 1991-1992
- ラーヨ・バジェカーノ 1992-1993
- 1.FCケルン 1993-1998
- ボルシア・メンヒェングラットバッハ 1998-2000
- アウストリア・ザルツブルク 1999-2000

## 代表歴

### 出場大会
- オーストリア代表

1990年 イタリアW杯（グループリーグ敗退、3試合0得点）
1998年 フランスW杯（グループリーグ敗退、3試合1得点）

### 試合数
- 国際Aマッチ 98試合 47得点（1982年-2000年）[7]

| オーストリア代表 | 国際Aマッチ | 国際Aマッチ |
| 年               | 出場        | 得点        |
| ---------------- | ----------- | ----------- |
| 1982             | 1           | 1           |
| 1983             | 0           | 0           |
| 1984             | 4           | 1           |
| 1985             | 4           | 1           |
| 1986             | 6           | 5           |
| 1987             | 7           | 4           |
| 1988             | 7           | 1           |
| 1989             | 6           | 4           |
| 1990             | 10          | 1           |
| 1991             | 2           | 0           |
| 1992             | 8           | 5           |
| 1993             | 7           | 1           |
| 1994             | 7           | 5           |
| 1995             | 7           | 7           |
| 1996             | 6           | 2           |
| 1997             | 8           | 6           |
| 1998             | 7           | 3           |
| 1999             | 0           | 0           |
| 2000             | 1           | 0           |
| 通算             | 98          | 47          |